# Herbert Otto Gille
Herbert Otto Gille (ur. 8 marca 1897 w Bad Gandersheim, zm. 26 grudnia 1966 w Stemmen k. Hanoweru) – SS-Obergruppenführer i General Waffen-SS.

## Życiorys
Jako dowódca dywizjonu artylerii brał udział w napaści na Polskę w 1939 roku. Dowodził 5 Dywizją Pancerna SS „Wiking”. W czasie walk toczonych z Armią Czerwoną na przełomie 1944 i 1945 roku dowodził IV Korpusem Pancernym SS, nie zdołał jednak przebić się do oblężonego Budapesztu. W 1959 roku był jednym z założycieli (obok Seppa Dietricha, Gottloba Bergera i Heinza Lammerdinga) związku byłych SS-manów (HIAG) i współwydawcą skrajnie prawicowych czasopism Der Freiwillige i Nation Europa, w których m.in. gloryfikowano działalność Waffen-SS. 

### Awanse
- Leutnant: 27 stycznia 1915
- Oberleutnant: 31 marca 1919
- SS-Anwärter: grudzień 1931
- SS-Scharführer: 1932
- SS-Untersturmführer: 20 kwietnia 1933
- SS-Obersturmführer: 20 kwietnia 1935
- SS-Hauptsturmführer: 9 października 1935
- SS-Sturmbannführer: 20 kwietnia 1937
- SS-Obersturmbannführer: 9 października 1939
- SS-Standartenführer: 30 stycznia 1941
- SS-Oberführer: 1 października 1941
- SS-Brigadeführer i Generalmajor Waffen-SS: 9 listopada 1942
- SS-Gruppenführer i Generalleutnant Waffen-SS: 9 listopada 1943
- SS-Obergruppenführer i General Waffen-SS: 9 listopada 1944

### Odznaczenia
- Krzyż Żelazny II i I klasy
- Pierścień SS
- Zapinka do Krzyża Żelaznego,  II klasy (1939),  I klasy (1939)
- Krzyż Rycerski Krzyża Żelaznego z Liśćmi Dębu, Mieczami i Brylantami, Krzyż Rycerski (1942), Liście Dębu (1943), Miecze (1944), Brylanty (1944)
- Odznaka General Assault (1941)
- Pamiątkowy Medal za Anschluss
- Medal Pamiątkowy 1 października 1938
- Medal za walki na Froncie Zachodnim (1941)
- Krzyż Honorowy dla Frontowców 1914-18 (1934)
- Krzyż Niemiecki złoty (1942)
- Księstwa Brunszwiku Wojenny Krzyż Zasługi II i I klasa
- Order Krzyża Wolności I klasy z mieczami